# Завземане: Р Еволюция
Завземане: Р Еволюция беше кеч събитие, продуцирано от WWE, под тяхната развиваща се марка NXT, излъчено по Мрежата на WWE.
Проведе се на 11 декември 2014 във Full Sail University в Уинтър Парк, Флорида и включваше 6 мача в излъченото събитие и 1 тъмен мач. Шоуто е трето под името „Завземане“, серии само по Мрежата на WWE. Шоуто бележи дебюта на Кевин Оуенс, който подписа с WWE месеците преди шоуто. Главният мач беше за Титлата на NXT, където Ейдриън Невил я защитаваше срещу Сами Зайн с добавено условие, че ако Зейн загуби мача ще трябва да напусне NXT. Шоуто включваше допълнителни мачове, включително мач за Титлата при жените на NXT и Отборните титли на NXT.

## Продукция

### Заден план
Кеч сериите Завземане започнаха от 29 май 2014 когато марката на WWE, NXT излъчиха второ събитие по Мрежата на WWE, обявено като Завземане. В следващите месеци „Завземане“ стана марка, използвана за техните NXT събития на живо, тъй като водеха Завземане: Фатална четворка преди Р Еволюция.  Третото Завземане обявено като „Р Еволюция“, означава едновременно „Революция“ и "Нашата Еволюция".

### Сюжети
Завземане: Р Еволюция включваше кеч мачове с участието на различни борци от вече съществуващи сценични вражди и сюжетни линии, които се изиграват по NXT. Борците са добри или лоши, тъй като те следват поредица от събития, които са изградили напрежение и кулминират в мач или серия от мачове.

## Резултати
| #                                                                     | Резултати                                                                                 | Правила                                                         | Време |
| 1D                                                                    | Бул Демпси победи Стив Кътлър                                                             | Сингъл мач                                                      | N/A   |
| 2                                                                     | Кевин Оуенс победи Си Джей Паркър                                                         | Сингъл мач                                                      | 03:14 |
| 3                                                                     | Луча Драконите (Син Кара и Калисто) (ш) победиха Водевиланите (Ейдън Инглиш и Саймън Гоч) | Отборен мач за Отборните Титли на NXT                           | 06:40 |
| 4                                                                     | Барън Корбин победи Тай Дилинджър                                                         | Сингъл мач                                                      | 00:41 |
| 5                                                                     | Фин Барър и Идео Итами победиха Възнесение (Конър и Виктор)                               | Отборен мач                                                     | 11:38 |
| 6                                                                     | Шарлът (ш) победи Саша Бенкс                                                              | Сингъл мач за Титлата при Жените на NXT                         | 12:12 |
| 7                                                                     | Сами Зейн победи Ейдриън Невил (ш)                                                        | Мач за Титлата на NXT; Ако Зейн загуби ще трябва да напусне NXT | 23:18 |
| (ш) – указва шампиона/шампионите в мача; D – показва, че мача е тъмен |                                                                                           |                                                                 |       |